# Cuarcita armoricana

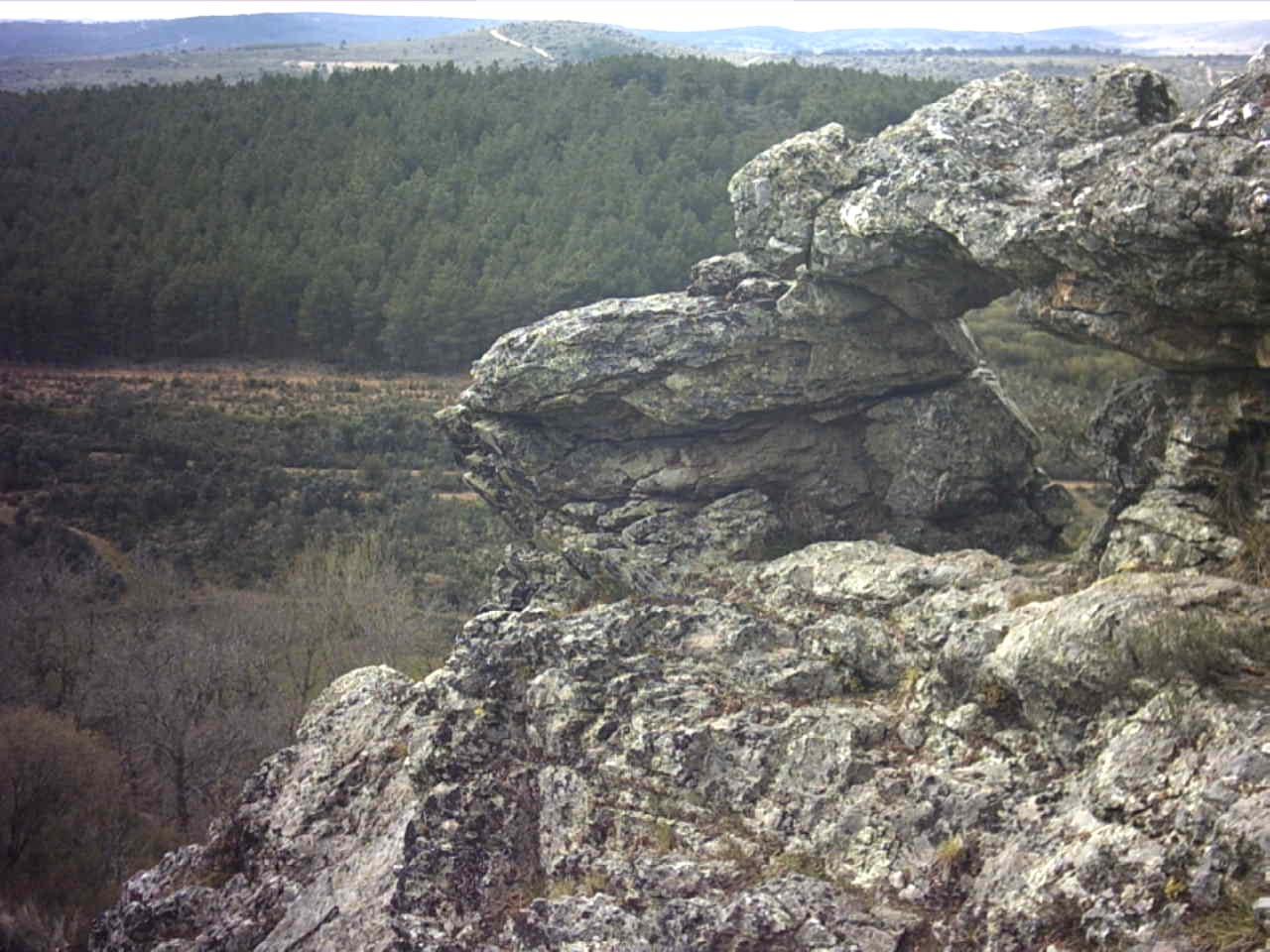
Cuarcita armoricana de la Peña Furada, en Gallegos del Campo (Aliste).

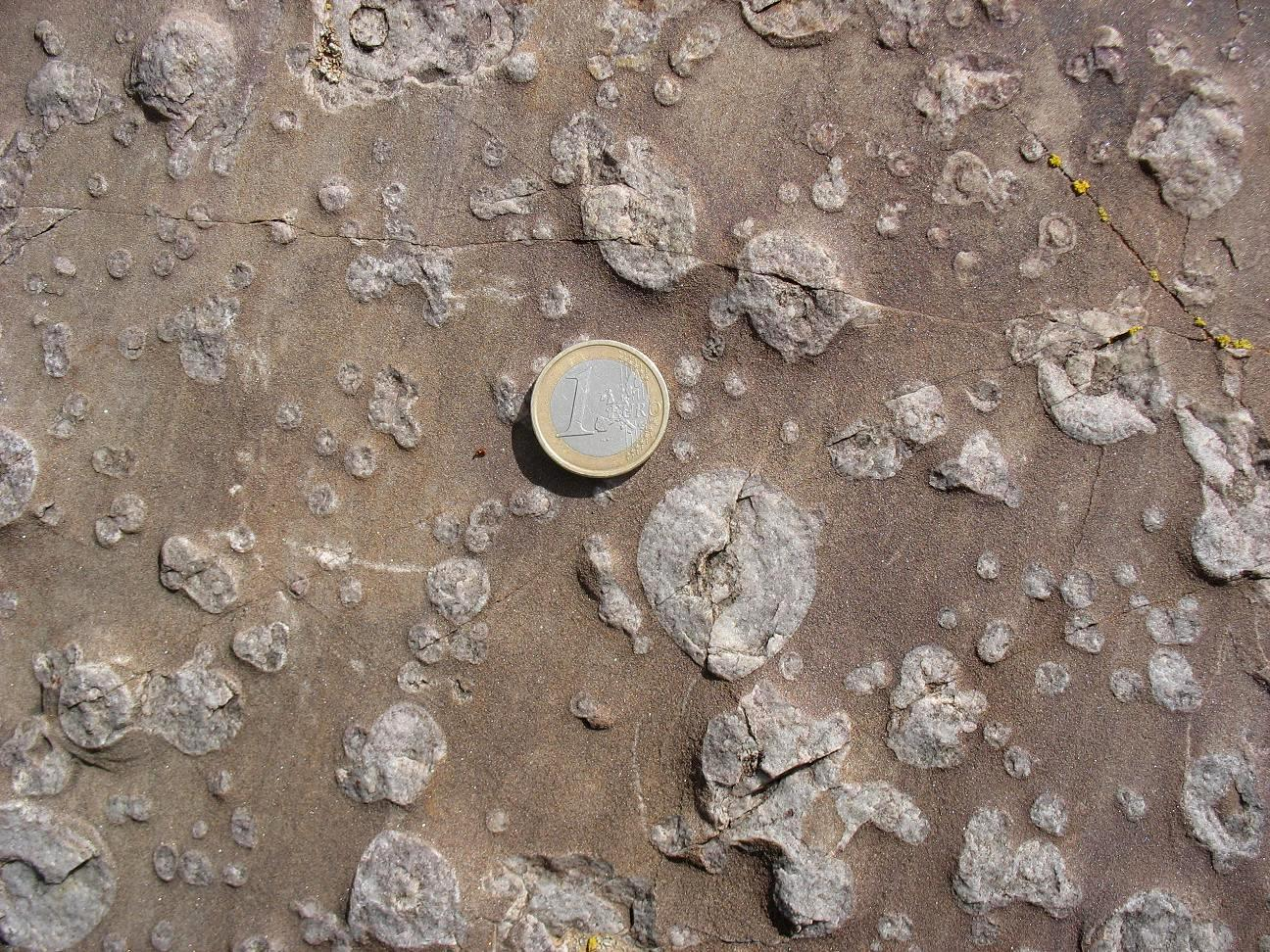
Superficie de estratificación en la cuarcita armoricana bioturbada por perforaciones de Skolithos (Berrueco, Zaragoza).

La cuarcita armoricana (denominada también como cuarcita ordovícica y cuarcita de Los Cabos) es una formación geológica compuesta por cuarcitas y cuarzoarenitas con cemento silíceo que se formó en el Ordovícico inferior; es una formación rocosa muy típica de los macizos Ibérico (en las zonas Astur-Occidental-Leonesa, Cantábrica, Centoibérica y Ossa-Morena) y Armoricano. Su denominación procede de las descripciones realizadas en el Macizo Armoricano -región geológica de Bretaña que proporciona el nombre de estas cuarcitas.

## Afloramientos
Existen ejemplos en la península ibérica, como en el parque nacional de Monfragüe o de Sierra Morena, así como en el Cabo de Peñas (cuarcitas de Barrios), los Montes de Toledo y en la Sierra de la Culebra (provincia de Zamora).